# Allgood Pictures Corporation
Allgood Pictures Corporation foi uma companhia cinematográfica estadunidense da era do cinema mudo. Foi uma marca da Republic Pictures, possuída por Lewis J. Selznick.

## Histórico
A Allgood foi a produtora de um único filme, o seriado The Whirlwind, dirigido e escrito por Joseph A. Golden e estrelado por Charles Hutchison e Edith Thornton. Foi filmado entre 1918 e 1920, e veiculado, segundo algumas fontes, entre 8 de novembro de 1919 e 10 de maio de 1920, e segundo outras fontes, entre 17 de janeiro e 24 de abril de 1920.